# Vickers Viscount

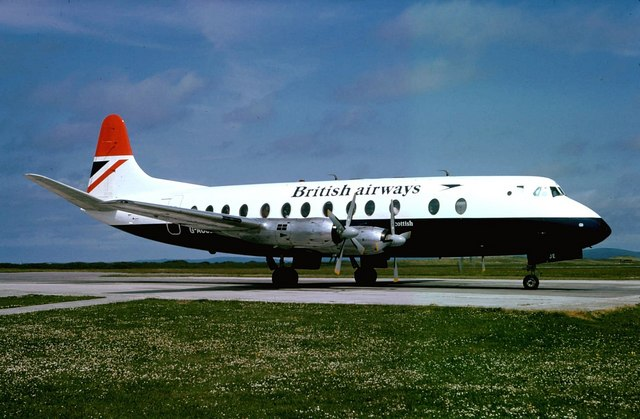
Vickers Viscount der British Airways, 1975

Die Vickers Viscount war ein Verkehrsflugzeug der britischen Vickers-Armstrongs (Aircraft) Ltd., das von 1948 bis 1964 gebaut wurde. Das für bis zu 75 Passagiere ausgelegte Flugzeug wurde von vier Rolls-Royce Dart-PTL-Triebwerken angetrieben und erreichte eine maximale Reisegeschwindigkeit von 584 km/h.
Als erstes Verkehrsflugzeug mit Turboprop-Antrieb leitete die Viscount eine neue Ära der Luftfahrt ein. Der Erstflug der für Mittel- und Kurzstrecken ausgelegten Maschine fand am 16. Juli 1948 statt, die Indienststellung erfolgte im April 1953. Bis zum Ende der Serienfertigung im Jahr 1964 hatte Vickers 443 Maschinen an weltweit mehr als 50 Halter ausgeliefert, einen großen Teil davon nach Kanada und in die USA. Bei den Passagieren war die Maschine vor allem wegen ihrer großen Fenster und ihres ruhigen und weitgehend vibrationsfreien Antriebs beliebt. Heute ist keines dieser Flugzeuge mehr in Betrieb.

## Geschichte und Versionen

### Vorgeschichte und Entwicklung
Der Gedanke zum Bau eines Verkehrsflugzeuges mit Propellerturbinenluftstrahltriebwerk (PTL) reifte Ende 1944 bei Diskussionen zwischen dem Brabazon-Komitee und den Vickers-Konstrukteuren, die bereits an einer zivilen Ableitung des Wellington-Bombers als VC.1 Viking arbeiteten. Im März 1945 unterbreitete Vickers verschiedene Projekte eines derartigen Verkehrsflugzeuges mit Druckkabine für 24 bis 27 Passagiere und einem Abfluggewicht von 15.900 kg unter der Bezeichnung VC.2 auf dem Reißbrett. Das im Mai desselben Jahres vom Brabazon-Komitee aufgestellte Pflichtenheft IIB (8/46) sah ein für die europäischen Strecken der British European Airways (BEA) bestimmtes und von vier Propellerturbinen angetriebenes Mittel- und Kurzstreckenflugzeug mit 24 Plätzen vor, das eine Nutzlast von 3400 kg über eine Entfernung von mindestens 1600 km befördern können sollte. Zum Jahresende hatte Vickers das Rolls-Royce-Dart-Triebwerk als möglichen Antrieb gewählt und das Projekt in Zusammenarbeit mit der BEA soweit weiterentwickelt, dass das britische Beschaffungsministerium am 9. März 1946 der Firma einen Regierungsauftrag zum Bau von zwei Prototypen erteilen konnte. Hiervon sollte je eine Maschine mit Triebwerken vom Typ Armstrong Siddeley Mamba, bzw. Rolls-Royce Dart angetrieben werden.

### Bau und Erstflug
Zunächst benannte man das neue Flugzeugmuster „Viceroy“, gab den Namen aber nach der Unabhängigkeitserklärung Indiens zugunsten der Bezeichnung „Viscount 609“ auf. Im Dezember 1946 konnte mit dem Bau des ersten Flugzeugs begonnen werden, das auf Wunsch der BEA zur Beförderung von 32 Passagieren vergrößert werden musste und die Typenbezeichnung Viscount 630 erhielt. Als Antrieb dienten vier Dart-504-(R.Da.1)-Triebwerke. Der Erstflug (V.630, G-AHRF) erfolgte am 16. Juli 1948 in Wisley, doch erreichten die Flugleistungen nicht die Erwartungen. Potentielle Kunden – allen voran die Fluggesellschaft BEA – verhielten sich dem neuen Flugzeugmuster gegenüber vorerst reserviert, was zu einer Verlangsamung der Arbeiten am zweiten Prototyp zur Folge hatte. Diese Maschine wurde als fliegender Prüfstand für das Rolls-Royce-Tay-Strahltriebwerk fertiggestellt.

### Typ 700

Briefmarke 1980

Nachdem das leistungsfähigere Dart-505-(D.Ra.3)-Triebwerk verfügbar wurde, entschied sich Vickers zum Bau einer vergrößerten Version für bis zu 53 Passagiere. Der Prototyp (G-AMAV) dieser als Viscount 700 bezeichneten Version wurde am 19. April 1950 fertiggestellt und führte schließlich am 28. August 1950 seinen Erstflug aus.

### Erster Einsatz im Linienverkehr

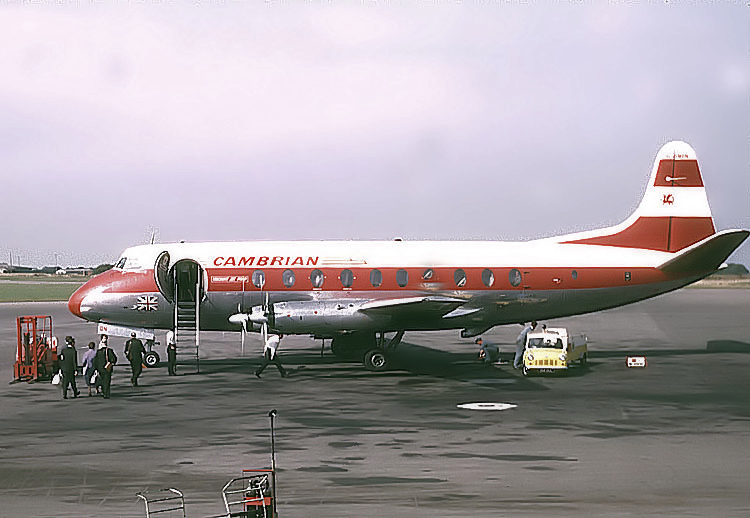
Vickers Viscount Typ 701 der Cambrian Airways, Bristol Airport, England, 1963

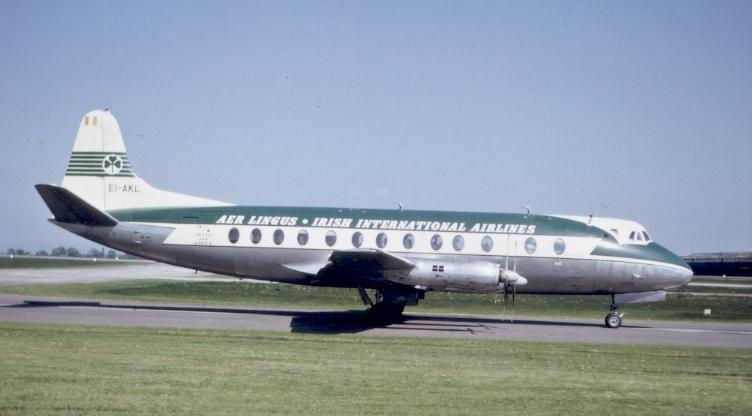
Aer Lingus Viscount 808 in Manchester, 1963

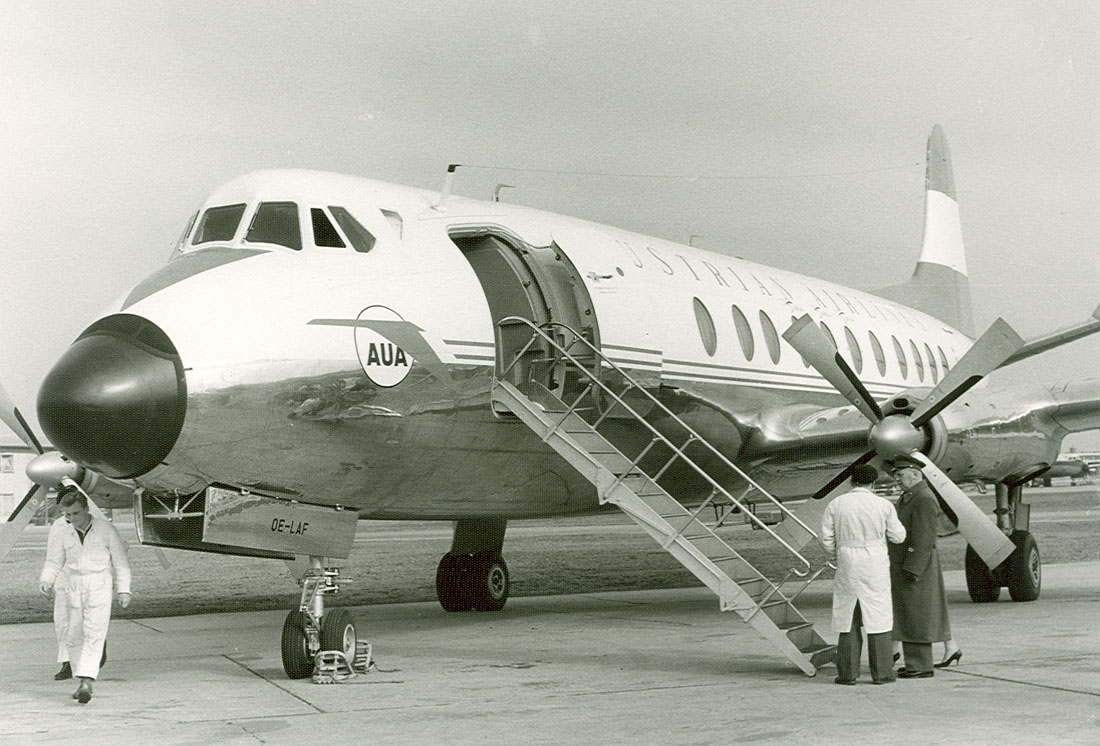
Austrian Airlines Viscount 837, 1960

Zur Bewältigung des intensiven Sommerverkehrs wurde der Prototyp V.630 ab dem 29. Juli 1950 für einen Monat von der BEA probeweise auf den Strecken London–Edinburgh und London–Paris im Passagier-Liniendienst eingesetzt. Die während dieser Zeit gesammelten positiven Erfahrungen führten Ende August desselben Jahres zum Auftrag für 20 Maschinen der V.700, welcher kurz vor dem Jahresende auf 26 Exemplare erhöht wurde. Die nach dem Standard der BEA für 47 Passagiere ausgelegten Flugzeuge hatten ein maximales Startgewicht von 24.000 kg und erhielten die Typenbezeichnung Viscount 701. Die erste Serienmaschine (G-ALWE) startete am 20. August 1952 zu ihrem Erstflug und wurde mit dem Taufnamen Discovery am 3. Januar 1953 der BEA übergeben. Der neue Flugzeugtyp erhielt seine Musterzulassung am 17. April 1953 und bereits am nächsten Tag flog die Viscount ihren ersten Liniendienst zwischen London und Nikosia (Zypern).

### Export
Erste Auslandskunden für die Viscount wurden Air France, Aer Lingus und Trans Australia Airlines. Den Durchbruch auf dem nordamerikanischen Markt bedeuteten die Bestellungen von Trans-Canada Air Lines (V.724; MTOW 27.216 kg) über 51 Maschinen im November 1952 und von Capital Airlines (V.745, MTOW 29.256 kg) über 40 Maschinen im Juni 1954 sowie 20 weitere im Dezember 1954.
Die Viscount erhielt die US-Luftverkehrszulassung am 7. November 1955 und am 14. November 1955 wurde die erste V.745 an die Capital Airlines abgeliefert. In der Folge entschieden sich verschiedene amerikanische Fluggesellschaften für die Viscount, damals das einzige verfügbare Passagierflugzeug mit Propellerturbinenantrieb. Der Propellerturbinenantrieb hatte sich auf den inneramerikanischen Kurzstrecken als wirtschaftlicher herausgestellt, der Zeitverlust gegenüber den Jets war auf den Kurzstrecken nur gering. Obwohl die wechselnde Innenausstattung die Verwendung zahlreicher Typennummern bedingte, gab es grundsätzlich nur drei Versionen der V.700-Serie: Viscount 700 mit Dart 505 oder 506; Viscount 700D mit Dart 510 (R.Da.6) und größerem Kraftstoffvolumen und schließlich die Viscount 770D, das für den amerikanischen Markt bestimmte Gegenstück der V.700D. Einige Viscount dieser Serien sind zusätzlich noch mit unter den Tragflächen angeordneten Außentanks ausgestattet. Abgesehen von den Prototypen wurden insgesamt 287 Viscount der Serie 700 produziert, von denen einige noch lange als Geschäftsreiseflugzeuge Verwendung fanden. Dagegen stehen seit Mitte der 1980er-Jahre keine solchen Flugzeuge mehr im Einsatz bei Luftverkehrsgesellschaften.

### Typ 800

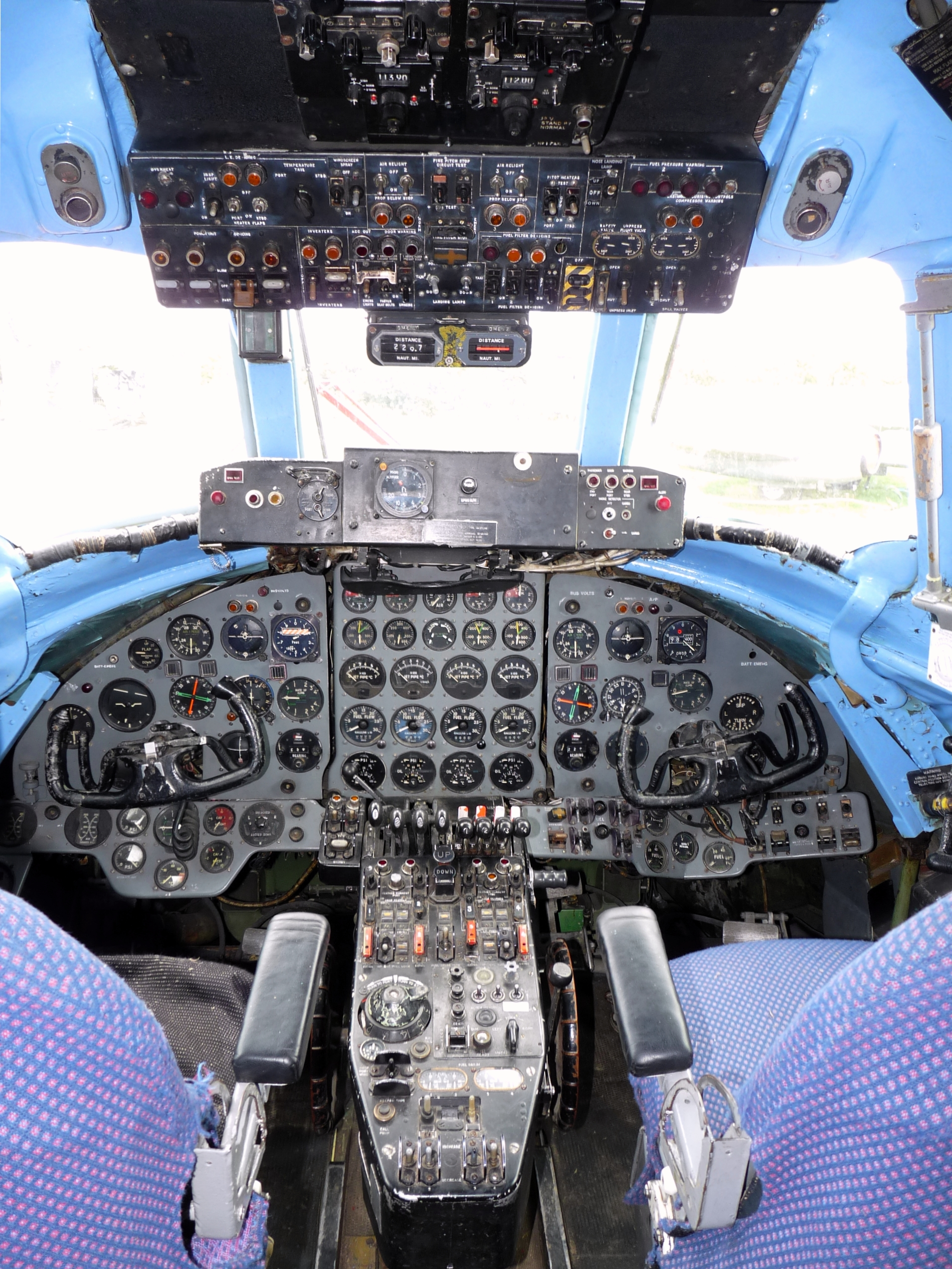
Cockpit einer Vickers Viscount 806

Die größten Versionen der Viscount waren die Baureihen 800 und 810. Sie waren 1,20 Meter länger als die 700er und boten Platz für bis zu 75 Passagiere.
Die Viscount 810 wurde gegenüber der 800 mit nochmals stärkeren Triebwerken ausgestattet, die ihr bessere Leistungsdaten ermöglichten, darunter eine um gut 60 km/h höhere maximale Reisegeschwindigkeit. Allerdings mussten dafür auch strukturelle Verstärkungen vorgenommen werden.
Weitere Änderungen an Rumpf und Triebwerken waren geplant; dieses Muster wurde dann jedoch zur Vickers Vanguard weiterentwickelt.

## Nutzung

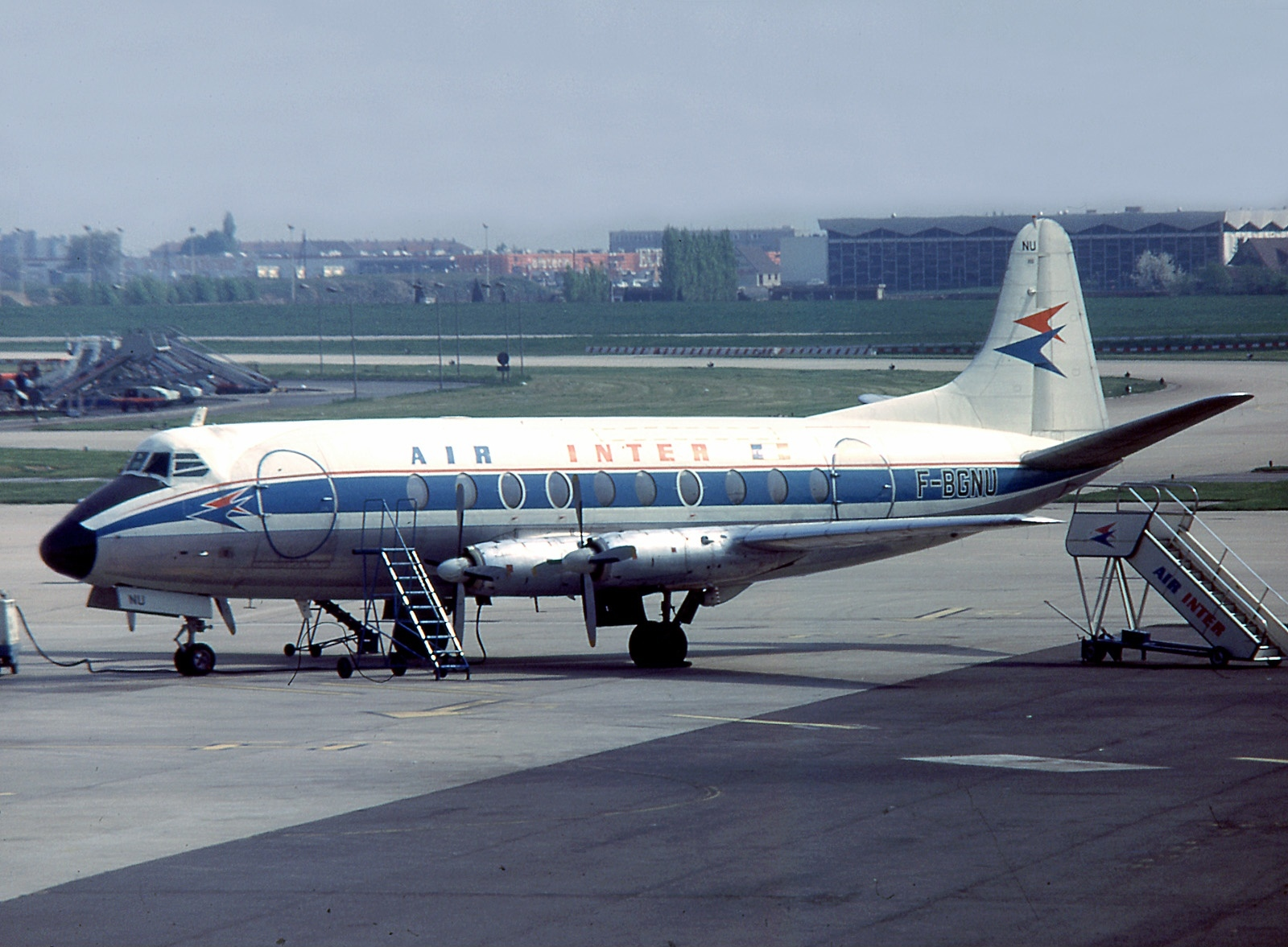
Viscount 708 der Air Inter, Paris-Orly 1971

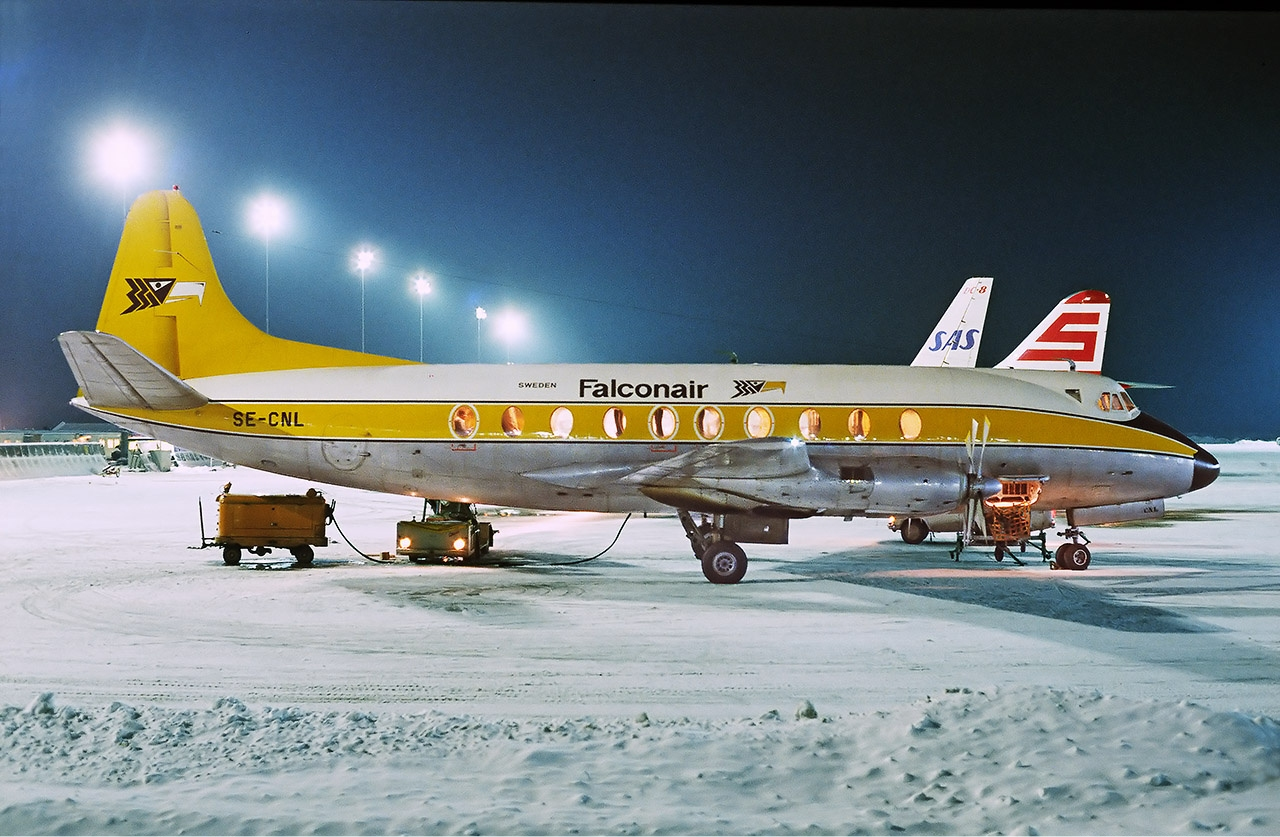
Viscount 784D der Falconair, Stockholm/Arlanda 1969

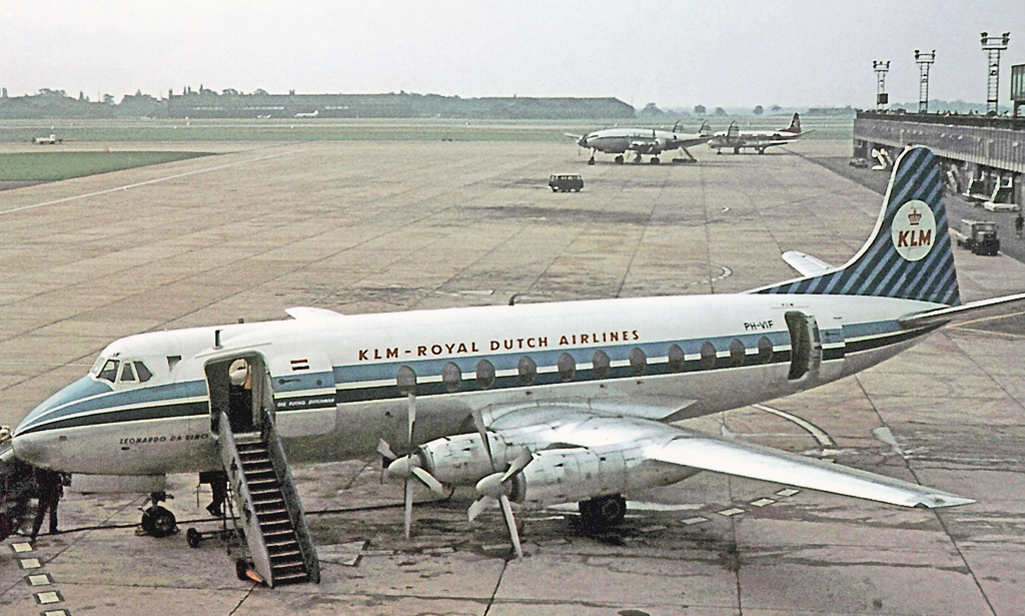
Viscount 803 der KLM, Manchester 1964

### Einsatz im deutschsprachigen Raum
Die Lufthansa setzte von 1959 bis 1971 insgesamt elf werksneue Viscount 814 ein. Vier davon wurden zeitweise auch von Condor Flugdienst betrieben. Austrian Airlines betrieb sechs werksneue Viscount 837, zwei von Capital Airlines gebraucht erworbene 745D sowie vier von Fred. Olsens Flyselskap gemietete 779D. Air Commerz hatte zwei gebrauchte Viscount 808 im Einsatz, vier ehemalige Maschinen der Lufthansa wurden durch Nora Air Services erworben und SATA in Genf betrieb zwei gebrauchte Viscount 803.

### Einsatz im sonstigen Europa
♠ = Käufer werksneuer Maschinen
- Aer Lingus ♠
- Air France ♠
- Air Inter
- Alitalia ♠
- Cyprus Airways
- Falconair
- Fred. Olsens Flyselskap ♠
- Flugfélag Islands
- KLM Royal Dutch Airlines ♠
- Polskie Linie Lotnicze LOT
- Skyline (Fluggesellschaft), ehemalige schwedische Fluggesellschaft

### Militärische Nutzung
Australien
- Royal Australian Air Force

 Brasilien
- Força Aérea Brasileira

 Volksrepublik China
- Chinesische Luftwaffe

 Indien
- Indische Luftstreitkräfte

 Oman
- Königlich Omanische Luftwaffe

 Pakistan
- Pakistanische Luftstreitkräfte

 Südafrikanische Union
- South African Air Force

 Türkei
- Türkische Luftstreitkräfte

 Vereinigtes Königreich
- Royal Air Force

## Zwischenfälle
Vom Erstflug 1948 bis zum Betriebsende 2009 kam es bei den 445 gebauten Vickers Viscount zu 144 Totalschäden, davon 137 Verlusten im Flugbetrieb. Bei 68 davon kamen 1636 Menschen ums Leben. Eine vollständige Liste findet sich im obigen Hauptartikel.

## Technische Daten
| Kenngröße                 | Daten der Vickers Viscount 800                                                                             |
| ------------------------- | --- |
| Besatzung                 | 3–4 |
| Passagiere                | max. 75 |
| Länge                     | 26,11 m |
| Spannweite                | 28,55 m |
| Höhe                      | 8,15 m |
| Flügelfläche              | 89,42 m²                                                                                                   |
| Flügelstreckung           | 9,1 |
| Leermasse                 | 18.700 kg                                                                                                  |
| max. Startmasse           | 32.840 kg                                                                                                  |
| max. Treibstoffkapazität  | 8842 l |
| max. Reisegeschwindigkeit | 522 km/h (in 7000 m)                                                                                       |
| Dienstgipfelhöhe          | 7620 m |
| Reichweite                | je nach Nutzlast bis zu 3040 km                                                                            |
| Triebwerke                | vier Rolls-Royce-Dart-510-Triebwerke mit je 1768 PS (1324 kW) (Vierblatt-Propeller mit 3,05 m Durchmesser) |

## Erhaltene Exemplare

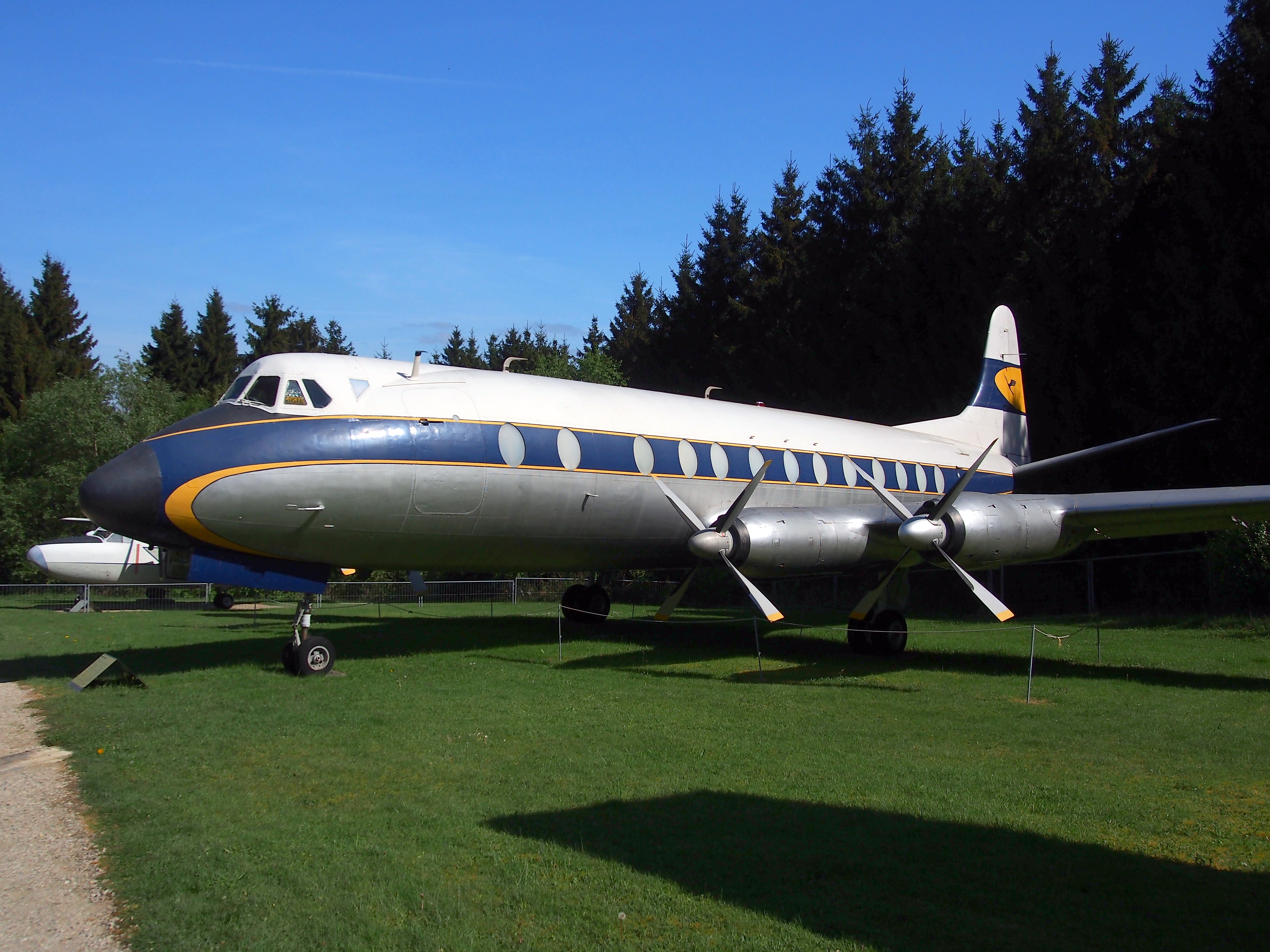
Viscount 814 der Lufthansa, Flugausstellung L.+P. Junior, Hermeskeil

In der Flugausstellung L.+P. Junior in Hermeskeil ist die ehemalige Viscount 814 der Lufthansa D-ANAM ausgestellt. Das Technik-Museum Sinsheim besitzt eine frühere Viscount 708 der Air Inter (F-BGNU).
Eine zum Restaurant umfunktionierte Viscount 814 ohne Motoren und Propeller befindet sich in Hannover-Ricklingen an der Bückeburger Allee/Mercedesstraße. Diese Viscount führte früher bei der Lufthansa das Kennzeichen D-ANAB und diente bereits von 1971 bis 2002 auf dem Ith an der B240 bei der Einfahrt zum Sonderlandeplatz Ithwiesen als Restaurant.
Eine weitere Vickers Viscount 814 (D-ANAF) stand seit 1972 auf dem Flughafen Frankfurt Main bei der Lufthansa Technik als Trainingsobjekt für die Ausbildung. Dieses Trainingsflugzeug wurde in Frankfurt am 18. September 2012 zerlegt und nach Speyer gebracht. Dort wurde es von Auszubildenden der Lufthansa im Technikmuseum Speyer wieder zusammengebaut und ist seit dem Frühjahr 2013 ausgestellt.
Im Bournemouth Aviation Museum in Christchurch (England) ist der begehbare Nasenteil einer Vickers Viscount 806 für Besucher verfügbar.
Im belgischen Zomergem ist auf dem Gelände eines Nachtclubs eine Viscount 813 mit dem Kennzeichen G-AZNA aufgebockt als Blickfang ausgestellt.